# Andreas Schäfer (Schriftsteller)

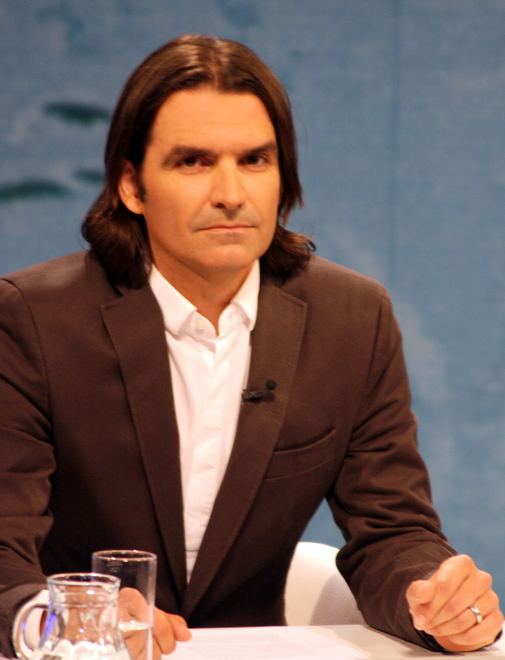
Andreas Schäfer

Andreas Schäfer (* 20. Mai 1969 in Hamburg) ist ein deutscher Journalist und Schriftsteller.
Nach Studien der Germanistik, Kunstwissenschaft und Religionswissenschaft in Frankfurt am Main, Kassel und Berlin war Schäfer 1997 bis 2003 fester Mitarbeiter der Berliner Zeitung. Seit 2006 schreibt Schäfer für den Tagesspiegel und veröffentlichte darüber hinaus Beiträge in mehreren Literaturzeitschriften.
Neben seiner journalistischen Tätigkeit tritt Schäfer als Romancier in Erscheinung und erhielt dafür verschiedene Auszeichnungen. Im Jahr 2000 nahm er an der Berliner Autorenwerkstatt Prosa teil, ebenso am Ingeborg-Bachmann-Wettbewerb 2009.

## Werke
- Auf dem Weg nach Messara. Fest, Berlin 2002, ISBN 3-8286-0154-5.
- Wir vier. DuMont, Köln 2010, ISBN 978-3-8321-9574-8.
- Gesichter. Roman, DuMont, Köln 2013, ISBN 978-3-8321-9664-6.
- Das Gartenzimmer. Roman, DuMont, Köln 2020, ISBN 978-3-8321-8390-5.
- Die Schuhe meines Vaters. Roman. DuMont, Köln 2022, ISBN 978-3-8321-8196-3.

## Auszeichnungen
- Bremer Literaturpreis: Förderpreis 2003 für Auf dem Weg nach Messara
- Literaturpreis der Lichtburg-Stiftung 2003 für Auf dem Weg nach Messara
- Anna Seghers-Preis gemeinsam mit Félix Bruzzone